# Jörgen Jönsson
Ulf Peter Jörgen Jönsson (født 29. september 1972 i Ängelholm, Sverige) er en svensk tidligere ishockeyspiller, og dobbelt olympisk guldvinder med Sveriges landshold.
Jönsson spillede på klubplan størstedelen af sin karriere i hjemlandet, hvor han repræsenterede henholdsvis Rögle BK i sin fødeby samt Färjestad BK. Han tilbragte også en enkelt sæson i den nordamerikanske NHL-liga, hvor han spillede for henholdsvis New York Islanders og Anaheim Ducks.
Med det svenske landshold vandt Jönsson guld ved både OL 1994 i Lillehammer og OL 2006 i Torino, ligesom det blev til guld ved både VM 1998 i Schweiz og VM 2006 i Letland.
Jönsson er bror til en anden svensk ishockeyprofil, Kenny Jönsson.

## OL-medaljer
- 1994:  Guld
- 2006:  Guld

## VM-medaljer
- 1998:  Guld
- 2006:  Guld
- 1997:  Sølv
- 2003:  Sølv
- 2004:  Sølv
- 1994:  Bronze
- 1999:  Bronze
- 2001:  Bronze
- 2002:  Bronze